# Tisa, Vâlcea
Tisa este o localitate componentă a orașului Băile Olănești din județul Vâlcea, Oltenia, România.
 Acest articol despre o localitate din județul Vâlcea este deocamdată un ciot. Puteți ajuta Wikipedia prin completarea lui.